# Maireana integra
Maireana integra är en amarantväxtart som först beskrevs av Paul G. Wilson, och fick sitt nu gällande namn av Paul G. Wilson. Maireana integra ingår i släktet Maireana och familjen amarantväxter. Inga underarter finns listade i Catalogue of Life.